# Mirza Abdollah
Mirza Abdollah Farahani (ur. w 1843, zm. 1918) – irański muzyk, wirtuoz gry na tarze i setarze, nadworny muzyk szachów z dynastii Kadżarów, znany z interpretacji radifów, nauczyciel Abolhasana Saby, Esma’ila Ghahremaniego i Ali-Naghiego Waziriego.